# Großer Greiner
Der Große Greiner ist ein 3201 m ü. A. hoher Berg in den Zillertaler Alpen. Ihm ist der Kleine Greiner (2959 m) nordwestlich vorgelagert. Der Berg liegt in der Nähe des Furtschaglhauses und wird vom Berliner Höhenweg umrundet. Zuerst bestiegen wurde der Große Greiner 1873 durch Karl Zöppritz. Bereits 1784 versuchten die Naturforscher Karl Maria Ehrenbert Ritter von Moll und Belsazar Hacquet die Besteigung des Großen Greiner, der damals insbesondere für seine Mineralienvorkommen bekannt war.

## Lage

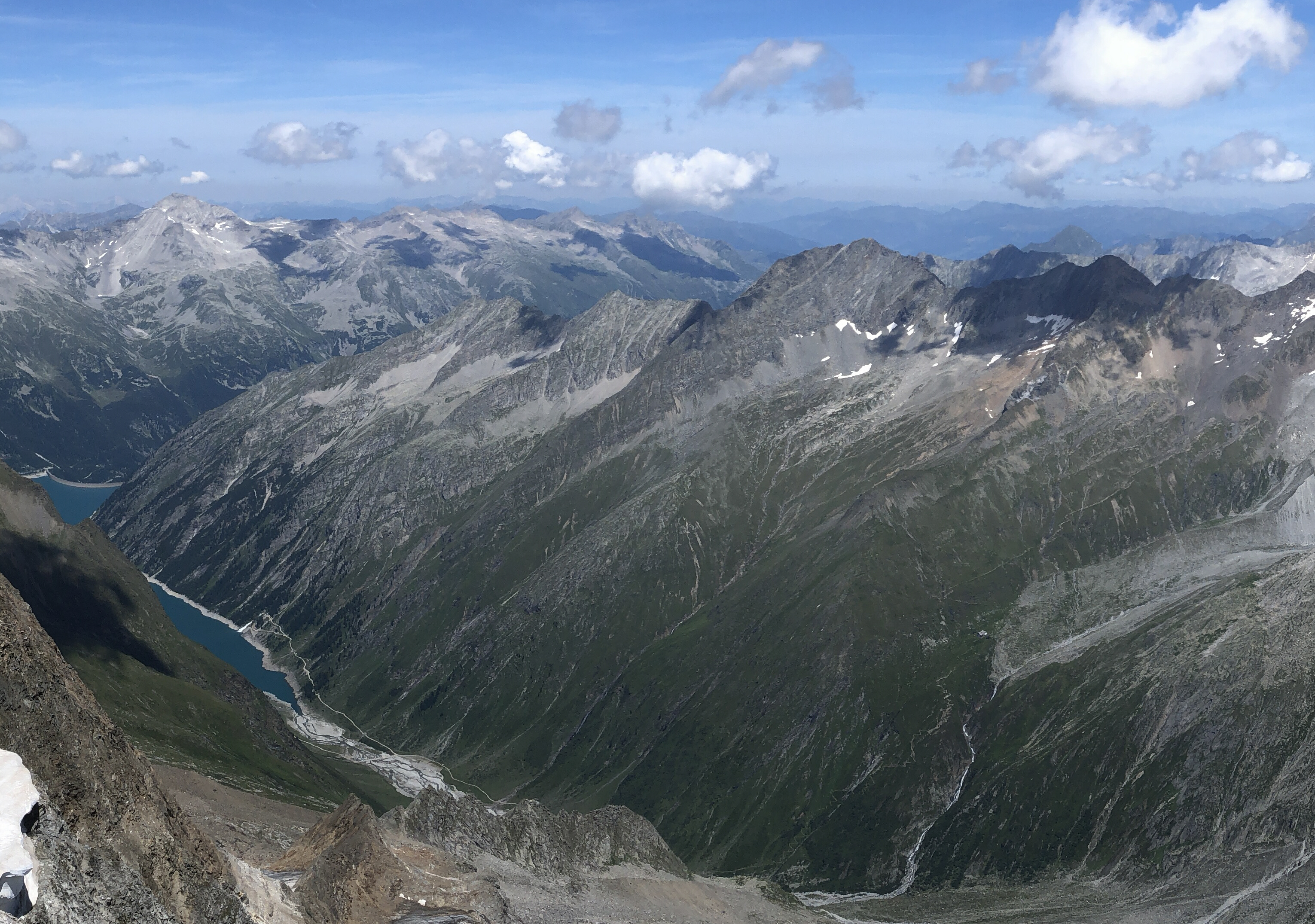
Kleiner (links der Mitte) und Großer Greiner (mittig) mit Normalweg vom Furtschaglhaus (rechts), daneben die Talggenköpfe, vorn der Schlegeisgrund mit dem Schlegeisspeicher

Der Gipfel befindet sich südöstlich des Schlegeisspeichers zwischen dem Schlegeisgrund und dem Zemmgrund und ist inzwischen praktisch gletscherfrei. Umgeben ist der Gipfelstock von zahlreichen teils sehr steilen Karen. Weiter unten ist der Bergstock bewaltet. Nördlich schließt sich der Kleine Greiner an, dahinter folgt die Greinerwand, hinter der das Bergmassiv steil zum Zamser Grund hin abfällt. Südlich folgen am langen Grat die Talggenköpfe und anschließend Schönbichler Horn, Furtschaglspitze und schließlich der Große Möseler. Quer unter dem Großen Greiner verläuft ein Stollen, der den Zemmgrund mit dem Schlegeisgrund verbindet; über diesen wird ein Teil des Wassers des Zemmbaches (Ableitung nahe der Waxeggalm) in den Schlegeisspeicher geleitet. Der Stollen ist Teil der Kraftwerksgruppe Zemm-Ziller der Verbund AG.

## Erschließung

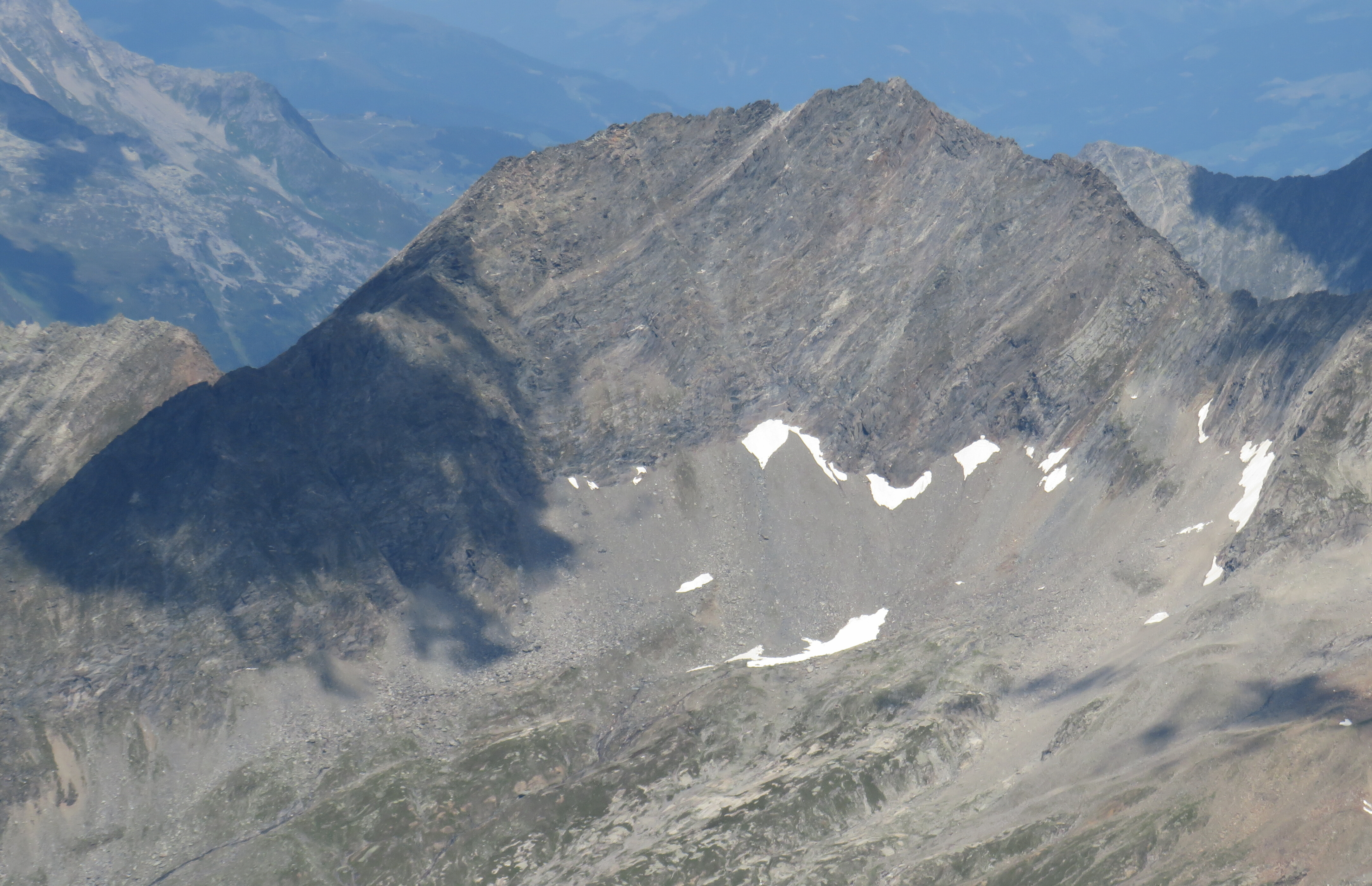
Gipfelaufbau Großer Greiner aus Südwesten mit Normalweg, davor das Reischbergkar

Es gibt keine ausgebauten oder bezeichneten Wege. Beide Gipfel werden äußerst selten begangen. Die Besteigung wird als steil und unangenehm beschrieben.
Ausgangspunkt für eine Besteigung ist im Regelfall der Schlegeisspeicher (Parkplatz der Schlegeis-Mautstraße) und im Sommer auch mit dem Bus erreichbar (Buslinie 4102 Mayrhofen – Ginzling – Schlegeis, nur Juni bis September). Von dort geht es zunächst durch den Schlegeisgrund zum Furtschaglhaus. Der Normalweg auf den Großen Greiner verläuft ausgehend von der Hütte zunächst auf dem markierten Steig, der von der Hütte ins Reischbergkar führt. Im Kar steigt man dann rechts (östlich) dort an den steilen Felsaufbau der Westwand heran, wo der Schutt/Sand am weitesten vom Kar Richtung Grat hinaufreicht (dort teils Markierungen durch Steinmänner bis zum Grat, (Schwierigkeitsgrad UIAA II); dem Westgrat folgt man in Blockkletterei nördlich bis zum Vorgiplfel (Steinmann), danach sehr ausgesetzt in anspruchsvollerer Kletterei zum Hauptgipfel (III+), teils brüchiges Gelände)